# タクラマカン砂漠
タクラマカン砂漠（タクラマカンさばく、[ˌtæk.lə.məˈkæn], ウイグル語: تەكلىماكان قۇملۇقى，小児経: تَاكْلامَاقًا شَاموْ, ドンガン語:Такәламаган Шамә, 中国語: 塔克拉瑪干沙漠, 英語: Taklamakan Desert）は、中央アジアのタリム盆地の大部分を占める砂漠である。南は崑崙山脈、西はパミール高原、北は天山山脈、東はゴビ砂漠に囲まれている。一帯は現在中国の新疆ウイグル自治区に属している。

## 名称

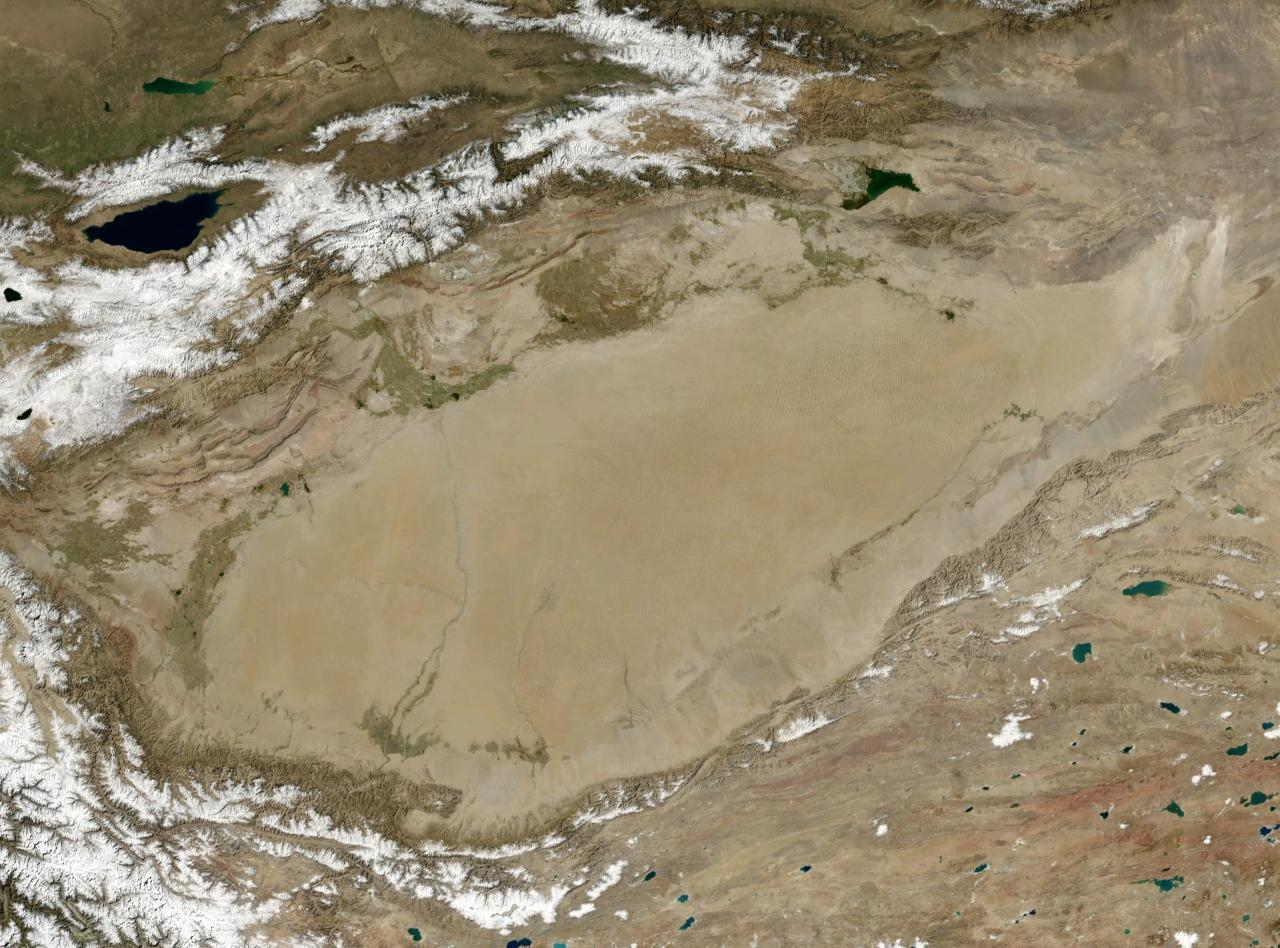
タクラマカン砂漠の衛星画像

「タクラマカン」は中国では「塔克拉瑪干」と表記するが、これは漢字による現地名の音写に過ぎないので、この文字に特段の意味はない。名称の由来については諸説ある。
- スウェーデンの探検家スヴェン・ヘディンの旅行記[1]には、その昔この砂漠の中に「タクラ・マカン（大戈壁）」と呼ばれる大都市があったという言い伝えが残されていることが紹介されており、こうした伝説が元となっている。

- ウイグル語の「タッキリ（死）」「マカン（無限）」の合成語と言われ、「死の世界」「永遠に生命が存在し得ない場所」といったニュアンスとされる[2]。
- Wikipedia英語版には次のようにあるが、出典についてはネット上で読めるもの以外は未確認。
ウイグル語で、ペルシア語の語義を借用したtark（放棄する）とmakan（場所）の合成語と言われる[3][4]。それを「帰れない場所」、より一般的には「一度入ったら絶対に出られない場所」と解釈している情報源もある[5][6][7]。また、「遺跡の場所」を意味するチャガタイ語taqlar makanに由来するとする説もある[8]。
- 世界大百科事典（平凡社・ジャパンナレッジ版）は、ウイグル語で「入ると出られない」の意味であるとする（タクラマカン砂漠／小野菊雄）。

## 地理

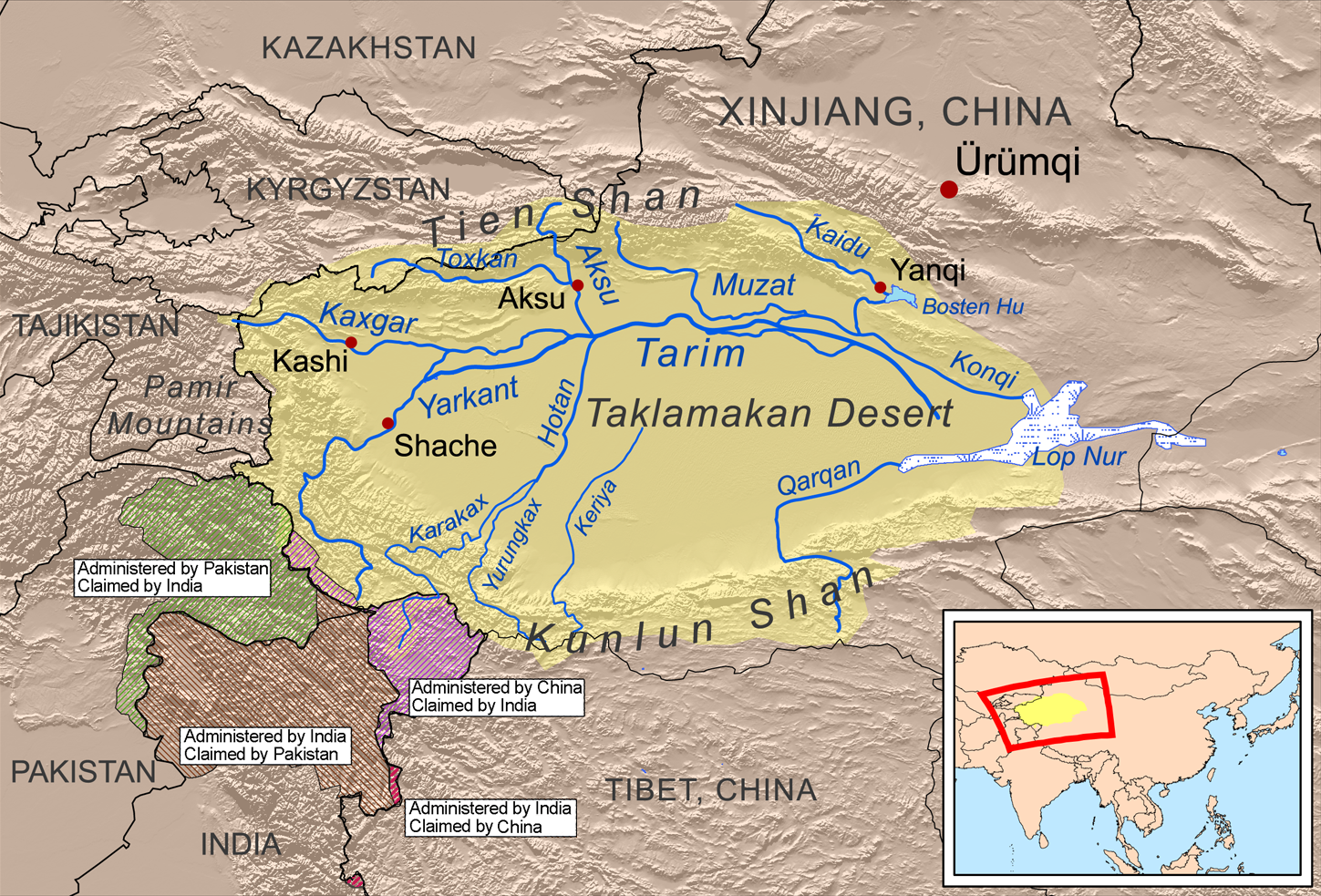
タクラマカン砂漠の水系

面積はおおよそ324,000km2、東西約1000km、南北約400kmとされるが、砂漠の境界は明確ではないので、数値は諸家により大きく異なる。世界の砂漠の中では16位の大きさとされる（砂漠の一覧 (面積順)を参照）が、その大部分が砂丘に覆われており、砂砂漠としては世界最大級ともいわれている。標高は非常に低く、最低海抜はマイナス130メートルである。
タリム川を始めとするいくつかの河川があるが、いずれも内陸河川である。ホータン川は崑崙山脈の雪解け水が増える夏季のみ砂漠を南から北に横断して流れる季節河川として知られ、ヤルカンド川やアクス川などと合流してタリム川となる。「さまよえる湖」として知られるロプノールは、この川の末端湖のひとつであった。
砂漠の中央を東西方向に縦断することは極めて困難であり、かつてのシルクロードも、北縁のオアシスに沿って進む西域北道（天山南路、漠北路とも）と、南縁のオアシスを辿る西域南道（漠南路とも）とに分岐していた。

## 気候
タリム盆地はヒマラヤ造山運動に伴って形成された地形であり、今からおよそ2万年前の最後の氷期から現在の間氷期へと遷り変わる頃には、盆地のほぼ全域がカスピ海のような極めて広大な湖となったが、その後気候が温暖化するにつれて次第に水が失われ、大部分が砂漠になったと考えられている。南はヒマラヤ山脈やカラコルム山脈、崑崙山脈、チベット高原、西はパミール高原、北は天山山脈といった山岳地帯に囲まれ、東にはゴビ砂漠が広がっているため、典型的な砂漠気候であり、降水量は年に数ミリ程度と非常に乾燥している。
シベリア寒気団に近いので、冬季には-20℃を下回る極端な低温となる一方、夏季には40℃を超えることもある。アジア大陸の中心部に位置し海から遠く離れているため、昼夜の気温の変動も大きい。春から夏にかけては、カラ・ブラン（黒い嵐）と呼ばれる猛烈な砂嵐が発生することがある。2008年の中国雪害のときには、いくつかの観測所で史上初めて約4cmの積雪が観測された。

## 開発の歴史

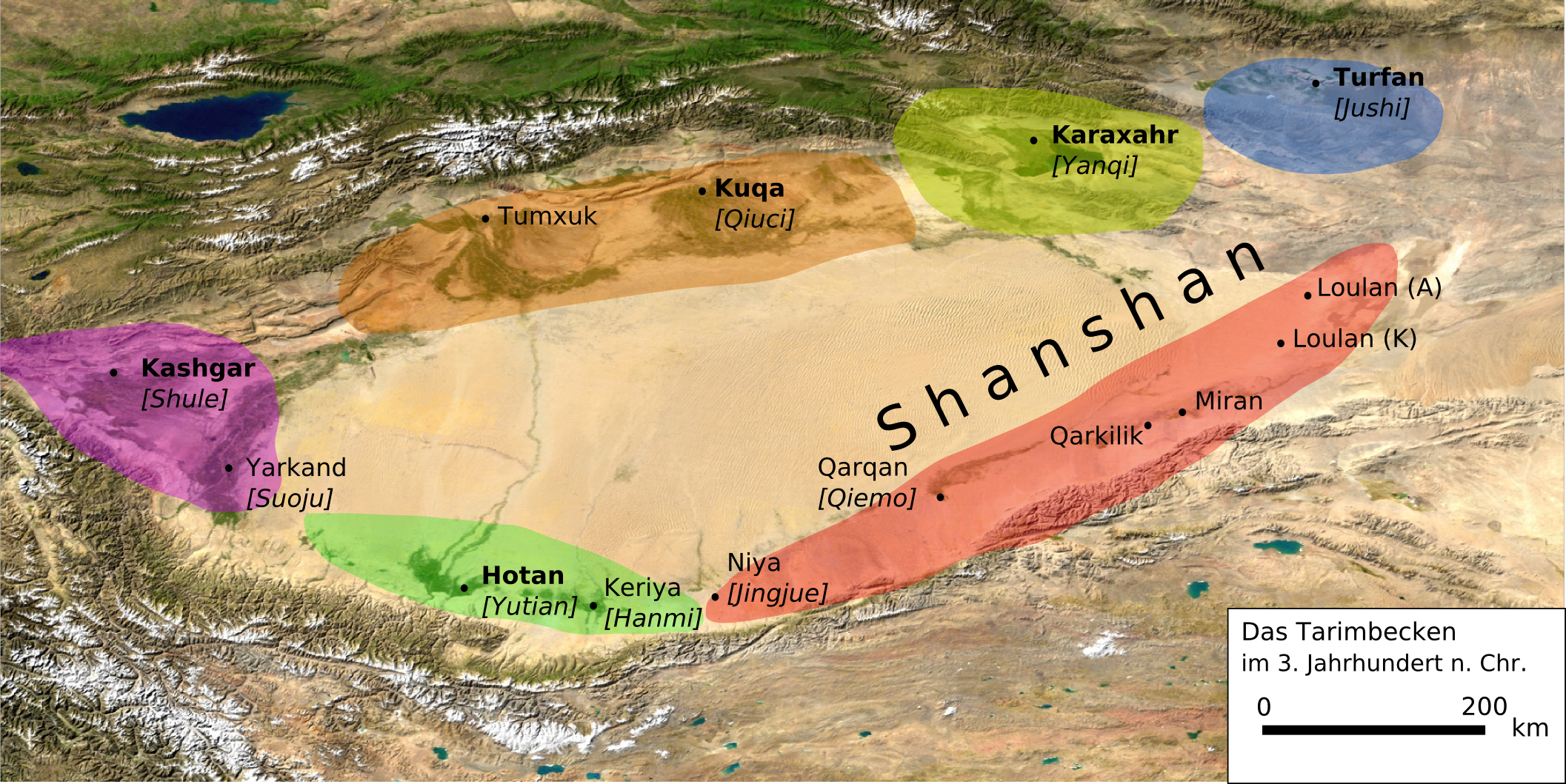
3世紀頃の勢力図

この地域の興亡史については、「西域」「楼蘭」「ホータン王国」「中国の歴史」などに詳しい。
水経注にはクム川で起きた急激な洪水についての記述がある。
19世紀末から20世紀初頭にかけてヘディンはこの一帯を踏査し、その旅行記に、タクラマカン砂漠で九死に一生を得た経験を記したことから、「死の砂漠」として世界に知られるようになった。1930年代にもヘディンは中国政府からの依頼を受けて、往年のシルクロードに沿った自動車道路建設を目的とする調査旅行を行っているが、政情が不安定だったこともあって様々な妨害に会い、十分な調査ができないままに終わっている。
その後長らく開発とは無縁だったが、1980年代後半に後のタリム油田の探査が本格化すると、西部大開発、西気東輸などのプロジェクトにより開発が促進された。1995年に砂漠を南北に横断するタクラマカン砂漠公路が開通して以来開発は加速しており、鉄道も1999年に砂漠北縁をトルファンからカシュガルまで結ぶ南疆線が開通、2011年にはカシュガルとホータンを結ぶ喀和線が開通した。2020年にはゴルムドとコルラを結ぶ格庫線が開通予定である。
しかし、一帯の砂漠化は今なお進行しており、周縁部の農場や村に深刻な影響が及び始めている。タリム川下流域の水不足を補うため、コルラの北東にあるボステン湖からの水供給量を増やしたところ、水量が大きく減少した上、水質も劣化しつつあるという。チベット高原から延々水を引いて農地化を進めようというプロジェクトも発足しているが、極度の乾燥地帯の上、流れ出る河川がない孤立した盆地なので、塩害の発生が懸念される。
2020年代までに、砂漠内にはロプノル野生ラクダ国家自然保護区が設定されている。自然保護区内は遺跡の調査が行われているが、気候が苛烈な夏場は中断されている。2023年8月には、タクラマカン砂漠の横断を目指した四川省の若者が自然保護区内で遭難死している。
2024年、世界最大規模の太陽光発電が運用開始された。面積は133.5㎢、発電される電力は3.5ギガワット。

## 周縁の主な都市
- コルラ
- トルファン
- クチャ
- カシュガル
- ホータン